# Cestrum buchtienii
Cestrum buchtienii är en potatisväxtart som beskrevs av Francey. Cestrum buchtienii ingår i släktet Cestrum och familjen potatisväxter. Inga underarter finns listade i Catalogue of Life.